# Dubnice (Lichnov)
Dubnice (německy Taubnitz) je malá vesnice, část obce Lichnov v okrese Bruntál. Nachází se asi 3,5 km na sever od Lichnova.
Dubnice je také název katastrálního území o rozloze 4,47 km2.

## Historie
První písemná zmínka o obci pochází z roku 1289.

## Vývoj počtu obyvatel
Počet obyvatel Dubnice podle sčítání nebo jiných úředních záznamů:
| Rok            | 1869 | 1880 | 1890 | 1900 | 1910 | 1921 | 1930 | 1950 | 1961 | 1970 | 1980 | 1991 | 2001 |
| -------------- | ---- | ---- | ---- | ---- | ---- | ---- | ---- | ---- | ---- | ---- | ---- | ---- | ---- |
| Počet obyvatel | 280  | 254  | 264  | 250  | 252  | 274  | 263  | 147  | 144  | 126  | 156  | 129  | 137  |

1. ↑  z toho: 3 Čechoslováci, 259 Němců; 248 řím. kat., 15 evang.

V Dubnici je evidováno 50 adres, vesměs čísla popisná (trvalé objekty). Při sčítání lidu roku 2001 zde bylo napočteno 44 domů, z toho 32 trvale obydlených.

## Pamětihodnosti
- Kostel sv. Antonína Paduánského

## Galerie

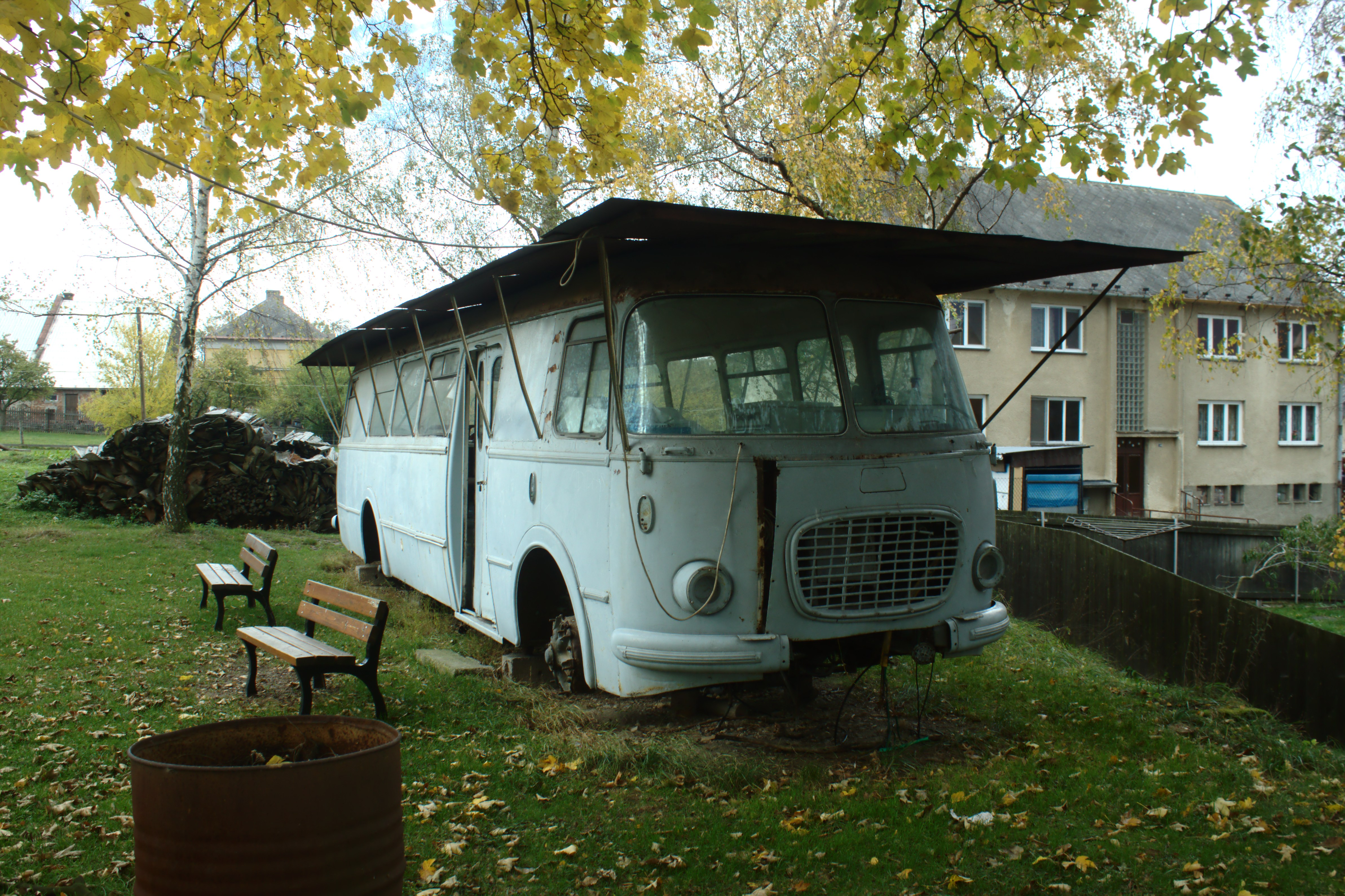
Odstavený autobus
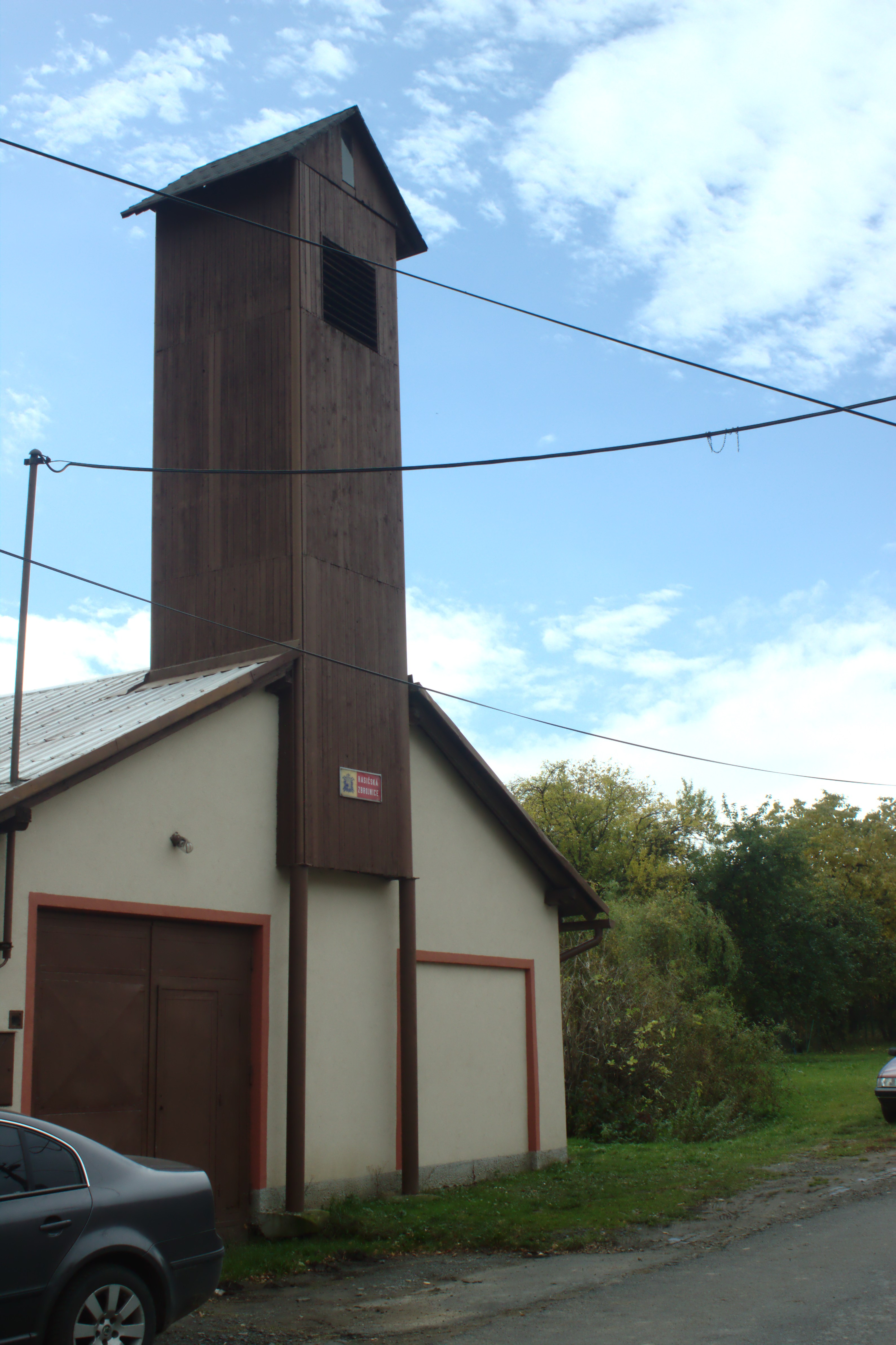
Požární zbrojnice
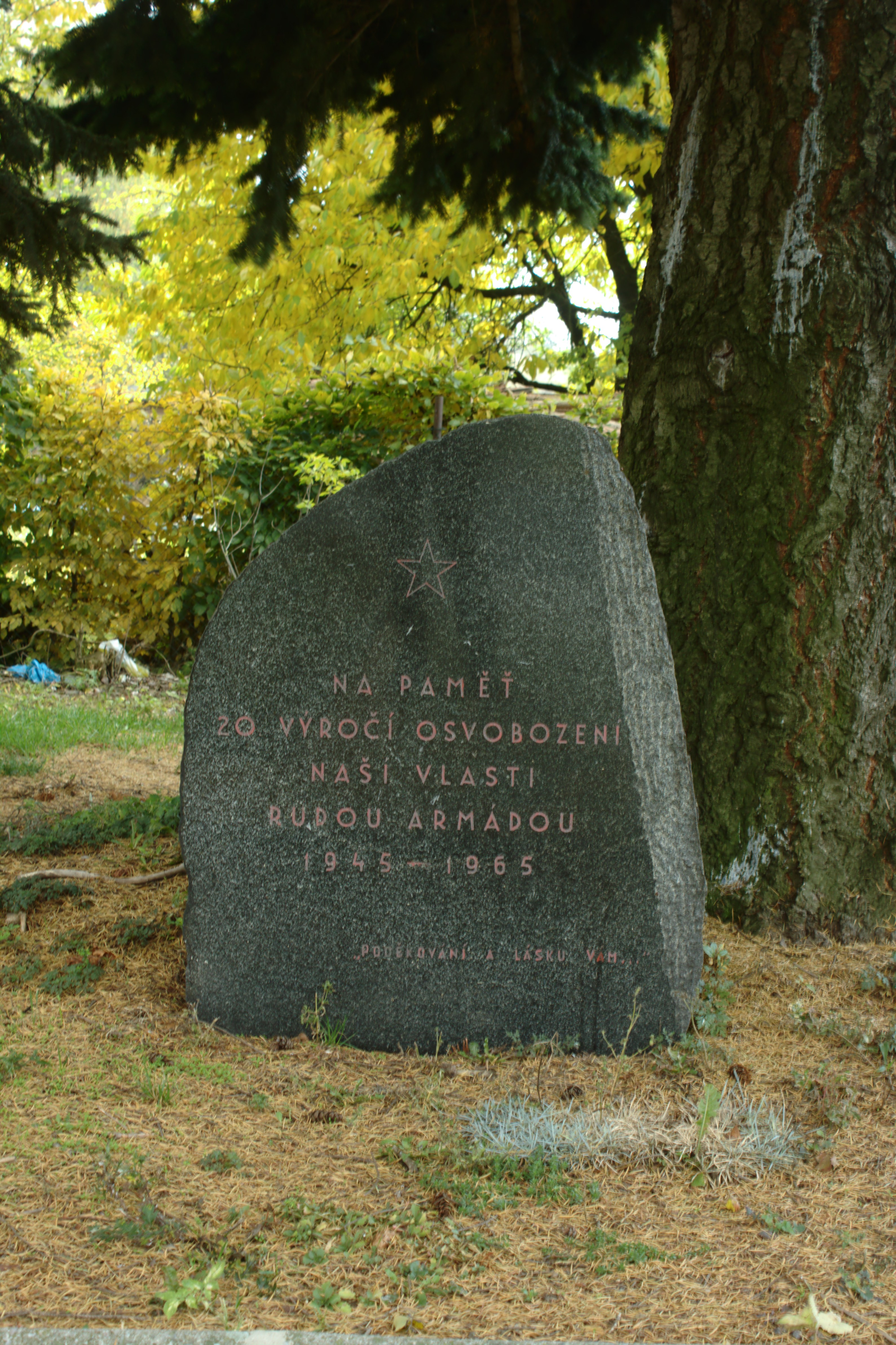
Pomník